# Korisliiga 2020-21
La temporada 2020-2021 de la Korisliiga fue la edición número 81 de la Korisliiga, el primer nivel de baloncesto en Finlandia. La temporada regular cuádruple comenzó el 13 de octubre de 2020 y las finales se disputaron del 1 al 14 de mayo de 2021. El campeón fue el Salon Vilpas Vikings, que logró su primer título.

## Formato
Los doce equipos jugarán dos veces contra cada uno de los otros equipos por un total de 22 partidos. Luego la liga se divide en dos grupos (uno con los primeros 6 equipos y el otro con los últimos 6 equipos) y cada equipo juega dos partidos contra cada uno de los equipos del mismo grupo (para un total de 10 partidos). Los seis equipos del primer grupo y los dos mejores del segundo grupo se unirían a los playoffs. El último equipo descenderá directamente.

## Equipos
Lahti ascendió como campeón de la Primera División.
| Equipo            | Ciudad       | Pabellón                   |
| ----------------- | ------------ | -------------------------- |
| Helsinki Seagulls | Helsinki     | Töölö Sports Hall          |
| Kataja            | Joensuu      | LähiTapiola Areena         |
| Karhu             | Kauhajoki    | Kauhajoen Yhteiskoulu      |
| Kobrat            | Lapua        | Lapuan Urheilutalo         |
| Korihait          | Uusikaupunki | Pohitullin Sports Hall     |
| Kouvot            | Kouvola      | Mansikka-Ahon Urheiluhalli |
| KTP               | Kotka        | Steveco-Areena             |
| Lahti             | Lahti        | Energia Areena             |
| Nokia             | Nokia        | Nokian Palloiluhalli       |
| Pyrintö           | Tampere      | Pyynikin Palloiluhalli     |
| Salon Vilpas      | Salo         | Salohalli                  |
| Ura eGameStars    | Kaarina      | Kupittaan palloiluhalli    |

## Temporada regular

### Clasificación
|                                              | Equipo            | J  | G  | P  | PF   | PC   | DP   |
| -------------------------------------------- | ----------------- | -- | -- | -- | ---- | ---- | ---- |
| 1                                            | Helsinki Seagulls | 22 | 20 | 2  | 2045 | 1764 | 281  |
| 2                                            | Pyrintö           | 22 | 17 | 5  | 2172 | 2022 | 150  |
| 3                                            | Karhu             | 22 | 17 | 5  | 2030 | 1795 | 235  |
| 4                                            | Salon Vilpas      | 22 | 15 | 7  | 2001 | 1715 | 286  |
| 5                                            | Lahti             | 22 | 12 | 10 | 2025 | 2003 | 22   |
| 6                                            | Nokia             | 22 | 10 | 12 | 1870 | 1859 | 11   |
| 7                                            | Kataja            | 22 | 10 | 12 | 2038 | 1991 | 47   |
| 8                                            | Kobrat            | 22 | 10 | 12 | 2094 | 2070 | 24   |
| 9                                            | KTP               | 22 | 10 | 12 | 1976 | 2034 | -58  |
| 10                                           | Kouvot            | 22 | 6  | 16 | 1801 | 2038 | -237 |
| 11                                           | Ura eGameStars    | 22 | 3  | 19 | 1968 | 2187 | -219 |
| 12                                           | Korihait          | 22 | 2  | 20 | 1699 | 2241 | -542 |
| Fuente: Korisliiga; actualización automática |                   |    |    |    |      |      |      |

## Playoffs
Todas las eliminatorias se jugaron en un formato de playoffs al mejor de siete.

### Cuadro final
|  | Cuartos de final | Cuartos de final     | Cuartos de final |                      |   | Semifinales       | Semifinales | Semifinales |  |   | Finales              | Finales | Finales |  |
|  |                  |                      |                  |                      |   |                   |             |             |  |   |                      |         |         |  |
|  |                  |                      |                  |                      |   |                   |             |             |  |   |                      |         |         |  |
|  | 1                | Helsinki Seagulls    | 4                |                      |   |                   |             |             |  |   |                      |         |         |  |
|  | 1                | Helsinki Seagulls    | 4                |                      |   |                   |             |             |  |   |                      |         |         |  |
|  | 8                | Kobrat               | 0                |                      |   |                   |             |             |  |   |                      |         |         |  |
|  | 8                | Kobrat               | 0                |                      | 1 | Helsinki Seagulls | 2           |             |  |   |                      |         |         |  |
|  |                  |                      |                  |                      | 1 | Helsinki Seagulls | 2           |             |  |   |                      |         |         |  |
|  |                  |                      | 4                | Salon Vilpas Vikings | 4 |                   |             |             |  |   |                      |         |         |  |
|  | 4                | Salon Vilpas Vikings | 4                | Salon Vilpas Vikings | 4 | 4                 |             |             |  |   |                      |         |         |  |
|  | 4                | Salon Vilpas Vikings |                  |                      |   |                   |             |             |  |   |                      |         |         |  |
|  | 5                | Lahti                | 0                |                      |   |                   |             |             |  |   |                      |         |         |  |
|  | 5                | Lahti                | 0                |                      |   |                   |             |             |  | 4 | Salon Vilpas Vikings | 4       |         |  |
|  |                  |                      |                  |                      |   |                   |             |             |  | 4 | Salon Vilpas Vikings | 4       |         |  |
|  |                  |                      | 3                | Kauhajoen Karhu      | 2 |                   |             |             |  |   |                      |         |         |  |
|  | 2                | Tampereen Pyrintö    | 3                | Kauhajoen Karhu      | 2 | 4                 |             |             |  |   |                      |         |         |  |
|  | 2                | Tampereen Pyrintö    |                  |                      |   |                   |             |             |  |   |                      |         |         |  |
|  | 7                | Kataja Basket        | 1                |                      |   |                   |             |             |  |   |                      |         |         |  |
|  | 7                | Kataja Basket        | 1                |                      | 2 | Tampereen Pyrintö | 1           |             |  |   |                      |         |         |  |
|  |                  |                      |                  |                      | 2 | Tampereen Pyrintö | 1           |             |  |   |                      |         |         |  |
|  |                  |                      | 3                | Kauhajoen Karhu      | 4 |                   |             |             |  |   |                      |         |         |  |
|  | 3                | Kauhajoen Karhu      | 3                | Kauhajoen Karhu      | 4 | 4                 |             |             |  |   |                      |         |         |  |
|  | 3                | Kauhajoen Karhu      |                  |                      |   |                   |             |             |  |   |                      |         |         |  |
|  | 6                | Nokia                | 1                |                      |   |                   |             |             |  |   |                      |         |         |  |
|  | 6                | Nokia                | 1                |                      |   |                   |             |             |  |   |                      |         |         |  |
|  |                  |                      |                  |                      |   |                   |             |             |  |   |                      |         |         |  |